# Флегель, Карл Фридрих
Карл Фридрих Флегель (нем. Karl Friedrich Flögel; 3 декабря 1729, Явор, Силезия — 7 марта 1788, Лёгниц) — германский историк литературы (специализировался в первую очередь на истории комических жанров), педагог и культуролог.

## Биография
В 1748—1752 годах учился в гимназии Марии Магдалины в Бреслау, затем изучал в университете Галле богословие под руководством Зигмунда Якоба Баумгартена и философию под руководством Христиана Вольфа; во время обучения входил в Общество друзей изящных искусств. 
С 1754 по 1760 года был домашним учителем в богатых семьях, с 1761 года преподавал в гимназии Марии Магдалины, в скором времени став проректором и в 1773 году ректором школы в Яворе. В 1774 году был назначен профессором философии в Лёгницкой «рыцарской академии», где преподавал до конца жизни. С 1772 года работал в качестве эксперта в Королевском обществе наук во Франкфурте-на-Одере.
Основные работы его авторства: «Geschichte der komischen Litteratur» (Лёгниц, 1784—87); «Geschichte des Groteskkomischen» (там же, 1788; вновь переработано Эбелингом, 5 изданий, Лейпциг, 1888); «Geschichte der Hofnarren» (там же, 1789); «Geschichte des Burlesken» (там же, 1793).